# Nguyễn Quốc Trinh
Nguyễn Quốc Trinh (chữ Hán: 阮國楨, 1624-1674), người xã Nguyệt Áng, huyện Thanh Trì, phủ Thường Tín, trấn Sơn Nam (nay là xã Đại Áng, huyện Thanh Trì, Hà Nội). Đỗ trạng nguyên khoa Kỷ Hợi, niên hiệu Vĩnh Thọ thứ 2 (1659), đời Lê Thần Tông. Có tài liệu ghi ông tên là Nguyễn Quốc Khôi (阮國櫆) (toàn bộ các đoạn của quyển XIX trong Đại Việt Sử ký toàn thư khi viết về ông đều dùng tên gọi này).

## Sự nghiệp
Tháng 3 âm lịch năm Cảnh Trị thứ 2 (1664) thời Lê Huyền Tông ông làm Hình bộ Hữu thị lang.
Cảnh Trị năm thứ 5 (1667) ông được cử làm Chánh sứ sang nhà Thanh (Trung Quốc). Tháng 2 năm 1669, đoàn sứ thần Nguyễn Quốc Khôi, Nguyễn Công Bích, Lê Vinh về nước. Theo lệ cũ, cứ 3 năm một lần sang tiến cống, quà cáp tiễn đưa phiền phức. Đời Vạn Lịch nhà Minh đã cho phép cứ 6 năm cống gộp cả hai lần. Đến đây, nhà Hậu Lê lại muốn theo lệ cũ từ thời nhà Minh, liền soạn bản tâu, sai Quốc Khôi sang nhà Thanh tâu xin một thể. Hoàng đế Thanh Thánh Tổ (Khang Hy) y cho. Từ đấy về sau theo đó làm thường lệ. Tới tháng 6, xét công đi sứ, ông được giao làm Lễ bộ tả thị lang, tước Ngọc Trì tử.
Tháng 4 năm Cảnh Trị thứ 8 (1670) ông cùng Lại bộ hữu thị lang Đặng Công Chất vào hầu kinh điện.
Sau khi vua Lê Gia Tông lên ngôi, vào tháng 3 năm Dương Đức thứ 2 (1673) ông được giao làm Hộ bộ hữu thị lang.
Tháng 12 năm 1673, ông được giao làm Lại bộ tả thị lang. Ngày 9 tháng 5 âm lịch năm Dương Đức thứ 3 (1674), Bồi tụng Lại bộ hữu thị lang Liên Trì tử Nguyễn Quốc Khôi chết. Quốc Khôi là người khẳng khái dám nói. Tin cáo phó đến, Tây Định vương Trịnh Tạc thương tiếc lắm, truy tặng ông chức Binh bộ thượng thư, tước Trì quận công, ban thụy hiệu là Cương Trung.

## Cái chết
Về cái chết của ông, Khâm định Việt sử thông giám cương mục chép rằng:
| “ | Quân lính nổi loạn, giết viên bồi tụng Nguyễn Quốc Trinh, cướp phá nhà viên tham tụng Phạm Công Trứ. Bấy giờ ưu binh Thanh, Nghệ cậy có công lao, sinh ra kiêu ngạo phóng túng. Quốc Trinh và Công Trứ bàn cách kềm hãm ức chế bớt đi, vì thế binh lính không bằng lòng...Quân sĩ bèn rao hò ầm ĩ, đón đường giết Quốc Trinh, rồi đến cướp nhà Công Trứ. Công Trứ phải trốn ra ngoài mới được thoát nạn. Trịnh Tạc sợ quá, sai quan đi phủ dụ và cho tiền bạc, bấy giờ quân lính mới chịu yên tĩnh. Tạc vời Công Trứ vào trong phủ ban cho vàng bạc để an ủi, sau bắt giết ba người đứng đầu nổi loạn để tế Quốc Trinh, lại truy tặng Quốc Trinh chức thượng thư bộ Binh, tước Trì quận công, cho tên thụy là Cương Trung và lục dụng con cháu. Quốc Trinh khi làm quan ở triều, khảng khái dám nói đều phải đều trái, nay chết ở trong tay loạn quân, nên người ta đều thương tiếc. | ” |

Phần chú giải cho văn bia số 41 của Viện Nghiên cứu Hán-Nôm Việt Nam cũng có viết: Tháng 5 năm Giáp Dần niên hiệu Đức Nguyên thứ 1 (1674), quân Tam phủ cậy công, sinh ra kiêu ngạo phóng túng, ông và Phạm Công Trứ bàn cách hạn chế bớt đi. Nên ông bị quân Tam phủ đón đường giết chết, dân chúng Thăng Long đều thương tiếc. Triều đình truy tặng ông chức thượng thư Bộ Binh, tước Trì quận công, tên thụy là Cương Trung, phong làm phúc thần.